# Бертран дю Геклен
Бертран дю Геклен (на френски: Bertrand du Guesclin), наричан още Орелът на Бретан, е конетабъл на Франция през 1370 – 1380 години, известен военачалник от Стогодишната война.

## Биография
Роден е около 1320-те години в Брон, Бретан, в семейството на Робер дьо Геклен, сеньор на Брон от бретонски произход. Първата му служба е при граф Шарл дьо Блоа, френският претендент на бретонското наследство. Шарл води продължителна война със своите братовчеди от рода Монфор за наследството над Бретан, която продължава от 1341 до 1364 г. Дьо Блоа получава подкрепата на френските крале, докато зад рода Монфор застават англичаните и конфликта се слива с продължаващата Стогодишна война. През 1354 г., Бертран получава своето рицарство на бойното поле, след като частта му разбива един противников отряд, опитващ се да превземе замъка Монморан.
През 1356 – 1357 г., ръководи отбраната на обсадения Рен, сражавайки се успешно с англичаните. По време на обсадата, Геклен е призован на двубой от противниковия рицар сър Уилям Бамбъроу. Французинът излиза победител и убива своя опонент.
През 1364 г., преминава на служба към новия крал на Франция Шарл V, който го поставя начело на една от своите армии, чиято цел е да сломи съпротивата на Карл II Наварски (Карл Злия), който се опитва да отнеме херцогство Бургундия от французите. В същата година постига важна победа над Карл Злия при Кошрел, разгромявайки напълно англо-наварската армия, командвана от сър Жан дьо Грале. Карл Злия е принуден да признае зависимостта си към Франция.
На 29 септември 1364 г., френските войски под командването на Геклен са разбити от англичаните при Оре. В битката загива граф Шарл Блоа и така Бретон окончателно преминава към Монфор, поддържан от Англия.
През 1366 г., Геклен успява да обедини около себе си водачите на множеството наемнически групи, които плячкосват френските земи след прекратяването на военните действия с Англия. Начело на тази нова сила, Геклен навлиза в Кастилия, където се съюзява с Енрике де Трастамара в борбата му срещу Педро I Жестокия. Геклен превзема поредица от ключови крепости, сред които и столицата Бургос, където Енрике е коронясан за крал на Кастилия и Леон, а самият Бертран получава номиналната титла „крал на Гранада“, макар тази провинция да си остава в ръцете на маврите до 1492 година.
Година по-късно, през 1367 година, Енрике и Бертран са разбити от армията на Педро I, подсилена с английски контингент и командвана от Едуард, Черния принц. Двете армии се срещат при Нахера, където англо-испанските сили излизат победители, а Геклен попада в плен. Шарл V, който смята своя военачалник за безценен плаща откупа му. На следващата 1368 г., Черният принц, болен от дизентерия и останал почти без войници (всеки 4 от 5 англичани умират по време на кастилската кампания) е принуден да напусне Иберия. Останал сам, Педро I е разбит от Енрике и Геклен при Монтиел. След битката, Педро I се свързва с Бертран, предлагайки му подкуп, за да пропусне беглеца през своите постове. Бертран приема, но казва за плана на Енрике, който му предлага повече пари и земи ако доведе Педро в кралската шатра. Срещата на двамата полу-братя преминава бурно и те започват да се бият с ками, като Енрике пронизва смъртоносно своя опонент. Геклен става херцог на Молина, а френско-кастилския съюз е циментиран.

## Стогодишна война
През 1369 г., конфликтът между Англия и Франция е подновен и Шарл V отзовава Бертран от Кастилия. Бертран е издигнат в ранг конетабъл (най-висшия военен ранг в средновековна Франция) през 1370 и командва френските войски. Той повежда своята армия срещу англичаните, разбивайки ги при Понтвален. Победата дава шанс на Бертран да завземе провинциите Поату и Сентонж и да принуди Черният принц да напусне Франция. През 1372, френско-кастилската флота разгромява английските кораби при Ла Рошел. Благодарение на избраната от Шарл V и Геклен тактика (отклоняване от решителни битки, с цел бавно изтощаване на противника), към 1374 година англичаните практически са изтласкани от всички територии, получени от тях след мира в Бретини. Велика Аквитания фактически престава да съществува.

## Смърт
Дьо Геклен умира през 1380 година при обсадата на град Шатонеф-дьо-Рандон по време на поредната кампания в Лангедок, където се разболява тежко. Оказана му е висша посмъртна чест: погребан в гробницата на френските крале в базиликата Сен-Дени в краката на Шарл V, а сърцето му и до днес се пази в Сен Севур в Динан.

## Култ
През XIV век в Западна Европа се разпространява особен светски култ т.нар. „девет герои“, идеални образи на рицарство: трима езически (Хектор, Александър Македонски, Юлий Цезар), трима юдейски (Исус Навин, цар Давид, Юда Макавей), трима християнски (крал Артур, Карл Велики, Готфрид Бульонски). Във Франция през 1-вата половина на XV век, по време на тежките поражения при Стогодишната война, към тези герои е приравнен десети и това е „Великият конетабъл“ на Франция, бретонецът Бертран дьо Геклен.
- Герб на Геклен
- Надгробна статуя в Сен Дени
- Смъртта на Геклен – Миниатюра от Големите френски хроники
- Детайл от статуя на Геклен